# Beneixama
Beneixama (em valenciano e oficialmente) ou Benejama (em castelhano) é um município da Espanha na província de Alicante, Comunidade Valenciana. Tem 34,89 km² de área e em 2021 tinha 1 707 habitantes (densidade: 48,9 hab./km²).

## Demografia
| Variação demográfica do município entre 1991 e 2004 | Variação demográfica do município entre 1991 e 2004 | Variação demográfica do município entre 1991 e 2004 | Variação demográfica do município entre 1991 e 2004 |
| --------------------------------------------------- | --------------------------------------------------- | --------------------------------------------------- | --------------------------------------------------- |
| 1991                                                | 1996                                                | 2001                                                | 2004                                                |
| 1819                                                | 1799                                                | 1816                                                | 1939                                                |